# Bilancio comunale
Il bilancio comunale, nell'ordinamento giuridico italiano, è disciplinato dal Testo unico delle leggi sull'ordinamento degli enti locali e, segnatamente, dalla Parte II del testo di legge rubricato Ordinamento finanziario e contabile, nell'ambito di una più ampia regolamentazione del bilancio degli enti locali.

## Descrizione generale
Il legislatore contempla due documenti fondamentali, il bilancio di previsione e il rendiconto di gestione. Tra i due documenti, la differenza principale è la funzione che svolgono rispetto alla giunta comunale, ovvero l'organo che ha il compito di scegliere ed attuare le politiche locali: il bilancio di previsione ha il compito di dare autorizzazione all'inizio di ogni anno delle spese che i singoli assessorati potranno sostenere e garantire le adeguate coperture finanziarie attraverso la programmazione delle entrate; il rendiconto di gestione, invece, ha una funzione rendicontativa e certifica, alla fine dell'anno, delle entrate e delle spese effettivamente sostenute dalla gestione comunale.
Il bilancio comunale è materia di deliberazione da parte del Consiglio comunale, e viene predisposto in via preliminare dalla Giunta. I contenuti, la sua struttura e il processo di stesura del bilancio sono normati per legge e sono di competenza del Ministero dell'Economia e delle Finanze (MEF) che li regola attraverso il T.U.E.L (Testo Unico Enti Locali).
L'insieme dei bilanci comunali fanno parte, in termini monetari assoluti, ovvero concorrono al bilancio dello Stato e dunque alla spesa pubblica.

## Caratteristiche

### I princìpi di bilancio
In accordo con il Testo Unico degli Enti Locali sono sette i principi che ispirano la redazione del bilancio pubblico:
1. Unicità: il bilancio comunale è unico e per questo sono vietate tutte le spese e le entrate che non sono iscritte a bilancio;
2. Annualità: l'unità temporale di riferimento del bilancio è sempre l'anno solare, ovvero l'esercizio;
3. Universalità: tutte le entrate e le uscite che il Comune dovrà sostenere nel corso dell'anno sono inserite all'interno del bilancio;
4. Integralità: tutte le entrate e le uscite sono inserite integralmente, senza compensazioni o riduzioni, all'interno del bilancio;
5. Veridicità: il bilancio è redatto secondo i principi di prudenza e in accordo a stime quanto più possibili vicine alla realtà;
6. Equilibrio di bilancio: il Comune deve rispettare in ogni fase un equilibrio contabile;
7. Pubblicità: il bilancio è pubblico ed è accessibile ai cittadini.

### La struttura del bilancio
La struttura del bilancio comunale è stabilita dal Testo Unico degli Enti Locali (T.U.E.L.) ed è equivalente per il bilancio preventivo e il bilancio consuntivo.
La prima grande suddivisione è tra voci di entrata e voci di spesa.
Le entrate rappresentano le risorse finanziarie a disposizione del Comune nel corso dell'anno, tra cui le tasse e i contributi che il Comune prevede di incassare nel suo territorio e i trasferimenti che riceverà da enti regionali, statali o altri enti pubblici (es: INPS).
Le spese rappresentano le modalità con cui il Comune ha scelto di impiegare le risorse a sua disposizione (ovvero le entrate). Tra le spese troviamo i costi per l'erogazione dei servizi ai cittadini e per la gestione dell'ente comunale nonché gli investimenti.
Sia le entrate che le spese sono divise in conto corrente e conto capitale. La parte in conto corrente raggruppa quelle voci di entrata o di spesa che si riferiscono all'esercizio in corso e che fanno propriamente capo alla gestione dei servizi e al loro funzionamento. Si contrappongono alla parte in conto capitale che invece si riferisce agli investimenti e al loro finanziamento nel lungo termine.
Infine, entrate e spese sono ulteriormente suddivise in capitoli secondo uno schema proposto dal T.U.E.L., che permette di identificare la tipologia di ciascuna entrata o spesa, e la loro provenienza. Per ogni capitolo viene definito lo stanziamento ovvero l'ammontare dell'entrata o della spesa prevista.

## Bilancio di previsione
Il bilancio di previsione è un documento di pianificazione economica e di programmazione politica che viene approvato annualmente dal Consiglio comunale su proposta della Giunta. All'interno dei documenti che compongono il bilancio comunale, ha una funzione autorizzativa in quanto stabilisce ex-ante l'entità, la natura e la destinazione della spesa che il Comune potrà sostenere nel corso dell'anno e le relative modalità di finanziamento, attraverso la programmazione dell'entità, della natura e della provenienza delle entrate. 
Il carattere autorizzativo del bilancio di previsione deriva dalla volontà del legislatore di subordinare le scelte finanziarie degli enti locali al preventivo consenso popolare, espresso attraverso il voto di delibera del Consiglio.

### La struttura
Il bilancio di previsione si struttura in due parti: le entrate e la spesa. In particolare, il bilancio di previsione contiene tutte le entrate che il Comune prevede di incassare nel corso dell'anno (cd. accertamenti) e tutte le spese che prevede di dover sostenere (cd. impegni). Siccome non è possibile per un ente pubblico chiudere l'anno con un avanzo (entrate maggiori delle spese) o con un disavanzo (spese maggiori delle entrate), il bilancio di previsione deve prevedere un pareggio sostanziale tra le diverse voci (equilibrio di bilancio: la somma delle entrate deve equivalere a quella delle uscite). 
Inoltre, in accordo con il T.U.E.L. il bilancio di previsione deve prevedere l'equilibrio di parte corrente, ovvero la copertura delle spese correnti e delle rate di mutuo con le entrate correnti (Titolo I, Titolo II e Titolo III).

### Documenti allegati
Al bilancio di previsione vengono allegati per legge dei documenti complementari, quali:
- Bilancio pluriennale di durata pari a quello regionale purché non al di sotto dei tre anni; il bilancio pluriennale viene aggiornato annualmente e stabilisce la programmazione dei limiti di spesa complessivi nel lungo termine;
- Documento unico di programmazione (DUP) è il principale strumento per la guida strategica ed operativa degli enti locali e rappresenta il presupposto necessario di tutti gli altri strumenti di programmazione, di cui detta le linee guida ;
- Bilancio consuntivo dell'anno precedente;
- deliberazioni con le quali vengono stabilite le aliquote di imposta ed eventuali tariffe.

È inoltre obbligatorio allegare il PEG (Piano Esecutivo di Gestione) per i Comuni al di sopra dei 5 000 abitanti. 
Il PEG è un documento che consente la programmazione analitica dei flussi finanziari, l'attribuzione delle risorse ai responsabili, la possibilità di correlare l'utilizzo di tali risorse agli obiettivi assegnati. Secondo le disposizioni del TUEL, la Giunta approva il Piano Esecutivo di Gestione entro 20 giorni dall'approvazione del bilancio di previsione, in termini di competenza.

## Rendiconto di gestione
Il rendiconto è il documento con cui la Giunta rendiconta e certifica, alla fine dell'anno, le spese e le entrate effettivamente sostenute per la gestione dell'ente comunale di fronte al Consiglio, che ha la competenza per l'approvazione definitiva. Si tratta di una sintesi di fine periodo che serve a rendere conto alla comunità del corretto utilizzo delle risorse a disposizione del comune.
Il bilancio consuntivo viene approvato entro il 30 aprile dell'anno successivo a quello a cui fa riferimento.

### La struttura
Il rendiconto di gestione viene costruito considerando tre parti (cosiddetto "conto del bilancio"):
- Le entrate accertate e le spese impegnate ad inizio anno come riportato all'interno del bilancio di previsione e al netto di eventuali variazioni intervenute nel corso dell'anno (gestione di competenza);
- Le entrate versate e le spese pagate nel corso dell'anno, ovvero gli effettivi movimenti finanziari che hanno interessato i conti dell'ente (gestione di cassa);
- La gestione dei residui, in cui viene di fatto calcolata la differenza tra quanto iscritto nel bilancio preventivo (entrate accertate e spese impegnate) e gli effettivi movimenti finanziari (entrate versate e spese pagate).

Alla fine del bilancio consuntivo sono inoltre calcolati due risultati di sintesi, il fondo cassa e il risultato di amministrazione, che saranno riportati nel bilancio preventivo dell'anno successivo. Per i Comuni al di sopra degli 8.000 abitanti e in caso di disavanzo, il Consiglio provvede a presentare il rendiconto alla Sezione Enti Locali della Corte dei Conti.

### Documenti allegati
Al bilancio consuntivo vengono allegati:
- la relazione dell'organo esecutivo (Giunta Comunale) per la descrizione dettagliata della situazione contabile dell'ente alla fine dell'anno;
- la relazione dei revisori dei conti.

## La gestione del bilancio
La gestione del bilancio include tutte le regole di contabilità pubblica che devono essere adottate per il rilevamento delle voci da iscrivere nel bilancio di previsione e in quello consuntivo. In altre parole, consiste in un insieme di regole che determinano gli importi in entrata e in uscita che la Tesoreria comunale deve considerare per la determinazione del risultato di amministrazione.
Nella contabilità pubblica esistono due sistemi per redigere il bilancio: la contabilità di competenza e la gestione di cassa. La principale differenza tra i due sistemi è la fase dell'entrata e della spesa a cui si riferiscono.
- Contabilità di competenza 
  - accertamenti (entrate)
  - impegni (spesa)
- Gestione di cassa
  - riscossioni (entrate)
  - pagamenti (spesa)

### Contabilità di competenza
La contabilità di competenza considera le entrate che il Comune ha il diritto di riscuotere (accertamenti) e le spese che si è impegnato a sostenere (impegni) durante l'anno, indipendentemente dal fatto che vengano effettivamente riscosse e pagate nel corso dello stesso anno e in futuro: queste prendono il nome di accertamenti (entrate) e impegni (spesa).
Tuttavia, proprio perché si tratta di previsioni di entrata o di spesa non è detto che le somme di denaro corrispondenti siano effettivamente pagate o incassate nel corso dell'esercizio.

### Gestione di cassa
La gestione di cassa considera le entrate e le spese che il Comune ha effettivamente riscosso (riscossioni) e pagato (pagamenti) nel corso dell'anno, indipendentemente dall'anno in cui sono nati i crediti (accertamenti) e i debiti (impegni). Queste prendono il nome di riscossioni (entrate) e pagamenti (spesa).

### Residui
Le differenze tra le entrate e le spese rilevate secondo la contabilità di competenza e la gestione di cassa prendono il nome di residui attivi o residui passivi e rappresentano i crediti e i debiti dell'ente comunale.

## Iter di bilancio

### Il bilancio di previsione
In linea di principio la bozza del bilancio di previsione viene predisposta ogni anno dalla Giunta, presentata al Consiglio comunale e approvata entro il 31 dicembre dell'anno precedente.
L'iter di approvazione del bilancio preventivo inizia con la redazione di proposte tecnico-amministrative da parte della ragioneria comunale. Queste fanno da punto di partenza per la redazione della proposta di bilancio di previsione da parte della Giunta, all'interno della quale ciascun assessore è responsabile per le risorse appartenenti alla propria area di competenza. La proposta di bilancio di previsione così redatta viene dapprima presentata ai consiglieri comunali e in seguito collegialmente discussa in Consiglio per la deliberazione definitiva entro il 31 dicembre. È il regolamento comunale a stabilire quanti giorni prima del Consiglio, la Giunta deve rendere disponibile la bozza di bilancio e quanto tempo è a disposizione dei consiglieri per eventuali emendamenti.

### La gestione provvisoria
Accade spesso che il termine per l'approvazione venga posticipato e il Comune istituisca una “gestione provvisoria” per i primi due mesi dell'anno, che limita il tetto di spesa a un dodicesimo di quella dell'anno precedente.
La gestione provvisoria delle finanze comunali è prevista dall'articolo 163 del T.U.E.L. "Esercizio provvisorio e gestione provvisoria". Si tratta di un istituto giuridico che i comuni sono autorizzati ad adottare nel caso in cui il Consiglio comunale non riesca ad approvare il bilancio di previsione entro il termine stabilito al 31 dicembre o nel caso in cui lo Stato abbia fissato un nuovo termine massimo per la deliberazione definitiva del bilancio (solitamente attraverso la legge finanziaria).
In entrambi i casi, il Consiglio delibera, per una durata massima di due mesi, il cosiddetto "esercizio provvisorio" che consente di assolvere a tutte quelle operazioni che "evitano l'incorrere di danni patrimoniali certi e gravi" per l'ente comunale. Tra queste, il comune può assolvere a tutte le obbligazioni già assunte, alle obbligazioni derivanti da provvedimenti giurisdizionali esecutivi e da obblighi speciali regolati dalla legge e al pagamento delle spese per il personale, di residui passivi, rate di mutuo, canoni, imposte e tasse.
La gestione provvisoria termina con l'approvazione del bilancio di previsione da parte del Consiglio comunale. In caso di mancata approvazione del bilancio di previsione entro l'ulteriore termine ultimo stabilito dalla legge, è possibile che venga previsto lo scioglimento del Consiglio.

### Variazioni di bilancio
Una volta approvato, il bilancio di previsione diventa l'unica fonte per stabilire la legittimità o meno di una spesa o di un'entrata comunale ed è compito della Tesoreria comunale rilevare tutte le operazioni di entrata e di spesa che effettivamente avvengono nell'esercizio. 
È tuttavia possibile che nel corso dell'anno si renda necessario modificare una voce di entrata o di spesa rispetto a quanto dichiarato nel bilancio di previsione. Il Consiglio comunale è l'unico organo che può approvare eventuali variazioni in aumento o diminuzione delle voci del bilancio di previsione, prestando attenzione al mantenimento degli equilibri di bilancio, primo tra tutti la parità tra entrate ed uscite.
Tutte le modifiche vengono integrate entro il 30 novembre grazie ad un'operazione contabile definita "assestamento di bilancio".

### Il bilancio consuntivo
Il bilancio consuntivo viene, invece, elaborato dalla Tesoreria comunale e dalla Giunta a partire dal 31 dicembre e viene approvato dal Consiglio comunale entro il 30 aprile dell'anno successivo. Per questo motivo i dati di bilancio sono disponibili soltanto alcuni mesi dopo la fine dell'anno.
Il bilancio consuntivo riporta tutte le entrate effettivamente incassate dall'ente comunale e tutte le spese da esso sostenute.

## Riferimenti normativi
- Decreto legislativo 23 giugno 2011, n. 118 - Disposizioni in materia di armonizzazione dei sistemi contabili e degli schemi di bilancio delle Regioni, degli enti locali e dei loro organismi, a norma degli articoli 1 e 2 della legge 5 maggio 2009, n. 42
- Decreto legislativo 18 agosto 2000, n. 267 - Testo unico delle leggi sull'ordinamento degli enti locali.